# Tuleta
Tuleta è un census-designated place (CDP) degli Stati Uniti d'America della contea di Bee nello Stato del Texas. La popolazione era di 288 persone al censimento del 2010.

## Geografia fisica
Tuleta si trova nella parte settentrionale della contea di Bee ed è situata a 28°34′22″N 97°47′48″W (28.572742, -97.796551). La U.S. Route 181 la collega 12 miglia (19 km) a nord di Beeville, il capoluogo della contea.
Secondo lo United States Census Bureau, ha un'area totale di 4,5 miglia quadrate (11,6 km²).

## Società

### Evoluzione demografica
Secondo il censimento del 2010, c'erano 288 persone.

### Etnie e minoranze straniere
Secondo il censimento del 2010, la composizione etnica del CDP era formata dal 92,01% di bianchi, lo 0% di afroamericani, lo 0,69% di nativi americani, lo 0,35% di asiatici, lo 0% di oceanici, il 2,78% di altre razze, e il 4,17% di due o più etnie. Ispanici o latinos di qualunque razza erano il 38,89% della popolazione.